# Sette colli di Mosca
I Sette colli di Mosca (in russo Семь холмов Москвы?, Sem' cholmov Moskvy) è il nome storico di alcune zone elevate del territorio su cui è stata costruita Mosca.
La leggenda dei Sette colli (come analogia fra Mosca e Roma) è conosciuta sin dal XVI secolo, quando si cominciò a sviluppare il territorio collinoso diviso da numerosi fiumi e gole.
Generalmente, il termine Sette colli, si riferisce alla collina Borovickij (conosciuta anche come Colle del Cremlino), ai cosiddetti Tre monti (i quartieri Presnenskij e di Vagan'kovo), al Colle Tver' (detto anche Strastnaja Gorka) corrispondente all'attuale Piazza Puškin), al Colle Sretenskij detto Colle Sucharevs'kij (l'odierna Piazza Sucharevs'kaja), al Colle Tagans'kij detto Švivaja Gorka (sul fiume Jauza), ai Monti Vvedenskie detti anche Colle Lefortovo (a Lefortovo), ed alla Collina dei passeri.
Oltre le suddette colline, a volte vengono incluse anche Krutitsij, Krasnij Cholm (sul fiume Jauza), e Naprudnij Cholm (detto anche Suščëvo) fra i fiumi Neglinnaja e Naprudnaja.